# Kniajikha (Vladímir)
|  | Per a altres significats, vegeu «Kniajikha». |

Kniajikha (en rus: Княжиха) és un poble de l'óblast de Vladímir, a Rússia, segons el cens del 2010 tenia 7 habitants. Pertany al districte municipal de Iúriev-Polski.